# The Way You Make Me Feel
A The Way You Make Me Feel Michael Jackson amerikai énekes dala. 1987 novemberében jelent meg Jackson Bad című albumának harmadik kislemezeként. A pop-R&B-dal szerzője Jackson, producere Jackson és Quincy Jones. Megjelenésekor pozitív kritikákat kapott, és ez lett az album harmadik dala, ami az első helyre került az amerikai Billboard Hot 100 slágerlistán; több országban is előkelő helyezést ért el a slágerlistákon. Videóklipje nagy hatást gyakorolt más előadók klipjeire. Jackson minden szólóénekesként tartott turnéján előadta a dalt, és 1988-ban a Grammy-díjkiosztón is.
A dal a Bad albumon kívül megjelent Jackson HIStory: Past, Present and Future (1995), Number Ones (2003), The Ultimate Collection (2004), The Essential Michael Jackson (2005), Visionary: The Video Singles (2006) és This Is It (2009) című válogatásalbumain is. Számos más előadó is feldolgozta.

## Háttere
A dalt Jackson 1987-ben írta még abban az évben megjelent, Bad című albumára. A dal 1987 novemberében jelent meg az album harmadik kislemezeként. Producere Quincy Jones, társproducere Jackson. Jackson több mint hatvan dalt írt az albumra, melyet háromlemezes albumként akart megjelentetni, és miután Jones meggyőzte, hogy egylemezes album legyen, tíz másik dallal együtt a The Way You Make Me Feel is felkerült a végleges számlistára.
A The Way You Make Me Feel Jackson számos válogatásalbumán is megjelent, közte a kétlemezes HIStory: Past, Present and Future album első lemezén 1995-ben, a Number Ones albumon 2003-ban, a The Ultimate Collection albumon 2004-ben, a The Essential Michael Jackson-on 2005-ben, és a This Is Iten 2009-ben. A dal pop, funk és R&B stílusban íródott, Jackson hangterjedelme B3 és A5 közti. A dal F-dúrban íródott, közepes tempójú, 116 BPM.

## Fogadtatása
A The Way You Make Me Feel nagyrészt pozitív kritikákban részesült. Stephen Thomas Erlewine, az AllMusic kritikusa szerint a Bad album kiemelkedő dalai a The Way You May Me Feel, a címadó dal, az I Just Can’t Stop Loving You és a Man in the Mirror, és szerinte ebből csak az első három ér fel az előző album színvonalához. Jon Pareles, a The New York Times újságírója szerint a The Way You Make Me Feel és az I Just Can’t Stop Loving You szövege „semmivel nem mond többet a címénél”. David Sigerson, a Rolling Stone munkatársa szerint a The Way You Make Me Feel az album harmadik legjobb dala. Rickard Harrington, a The Washington Post munkatársa szerint az ehhez hasonló dalokban Jackson „éppúgy énekel, ahogy táncol”.
A The Way You Make Me Feel a legtöbb slágerlistán, amire felkerült, előkelő helyezést ért el. Az amerikai Billboard Hot 100 slágerlistán a hetedik helyet érte el 1987. december 26-án, és miután öt hetet töltött a top 10-ben, 1988. január 23-án elérte az első helyet. A The Way You Make Me Feel lett a Bad harmadik kislemeze, ami listavezető lett ezen a slágerlistán. A Billboard Adult Contemporary slágerlistáján a kilencedik, a Hot Dance Music/Maxi Single Sales slágerlistán a harmadik helyet érte el, a Hot R&B/Hip Hop Singles és a Dance Music/Hot Club Play Singles slágerlistákon listavezető lett.
A brit slágerlistán a 16. helyen jelent meg 1987. december 5-én. A következő héten tizenhárom helyezést ugrott felfelé, elérte a harmadik helyet, ami a legmagasabb helyezése lett. Itt két hétig állt, és folyamatosan tíz hetet töltött a listán, majd kiesett a top 100-ból, de két héttel később visszakerült rá. Az új-zélandi slágerlistán a második helyet érte el 1988. január 17-én, és 1987–88-ban összesen tizenegy hetet töltött a listán. Hollandiában a lista 20. helyén nyitott 1987. november 28-án, és két héttel később elérte a hatodik helyezést. A svájci slágerlistán a 14. helyen nyitott 1987. december 13-án, a következő héten elérte a nyolcadik helyet. Tíz héten át állt a top 30-ban. A francia slágerlistára 1987. december 26-án került fel, a 47. helyre, legmagasabb helyezése a 29. lett. Tíz hetet töltött a top 50-ben.
Mikor Jackson 2006-ban a Visionary projekt keretében újra megjelentette sikeres kislemezeit, a The Way You Make Me Feel ismét megjelent a világ slágerlistáin. A spanyol kislemezlistán első helyezést ért el 2006. április 9-én. Összesen tíz hétig maradt a slágerlistán. Olaszországban a hetedik helyet érte el április 6-án, és két hétig maradt a slágerlistán. Április elsején ismét felkerült a holland slágerlistára, a 24. helyre. A francia slágerlistára szintén visszakerült április elsején, az 59. helyre; két hétig maradt a listán.
2009 második felében, Jackson halála után ismét fokozódott az érdeklődés zenéje iránt. Július 4-én ismét felkerült a holland slágerlistára, és a 40. helyet érte el; négy hétig maradt a listán. A letöltéseknek köszönhetően a Billboard Hot Digital Songs slágerlistáján a hatodik helyet érte el július 11-én. A svéd slágerlistának a 30. helyére került fel július 3-án, és a következő héten elérte a 24. helyet. Július 4-én visszakerült a brit slágerlistára is, a 47. helyre, és a következő héten elérte a 34. helyet.

## Videóklip
A dal videóklipjét a The Monkees volt tagja, Michael Nesmith rendezte. A csaknem hét perc hosszú klip elején egy nő egyedül sétál este az utcán, más jelenetekben pedig Jackson beszélget másokkal. Ezután Jackson megközelíti a nőt, aki ügyet se vet rá. Jackson megpróbálja felkelteni a nő figyelmét, és énekelni kezdi a dalt, miközben táncol. Csak a klip végén sikerül felhívnia magára a nő figyelmét, a végén összeölelkeznek, miközben egy tűzcsapból ömlik a víz. A nőt Tatiana Thumbtzen modell alakította, egyik barátnőjét pedig La Toya Jackson. A klip hosszabb változata elején egy párbeszédes jelenet is van, amelyben Jackson önbizalomnövelő tanácsot kap egy ismerősétől: „légy önmagad, mert senki más nem lehetsz”. Ebben hallható egy részlet Roy Ayers 1985-ben megjelent Hot című számából. Ezzel a jelenettel együtt a klip majdnem 10 perc hosszú.
A klipet 1987. október 31-én mutatták be, és egy kategóriában kapott jelölést az 1988-as MTV Video Music Awards díjkiosztón: a Bad videóklipjével együtt jelölték legjobb koreográfia kategóriában, de a díjat Janet Jackson The Pleasure Principle című dalának videóklipje nyerte.
A klip Jackson több videóklipes kiadványára felkerült: a Video Greatest Hits – HIStory DVD-változatára a hosszú, VHS-változatára a rövid verzió került fel; a Number Ones DVD-n a rövid, a Michael Jackson’s Vision DVD-n a hosszú változat szerepel.

## Fellépések

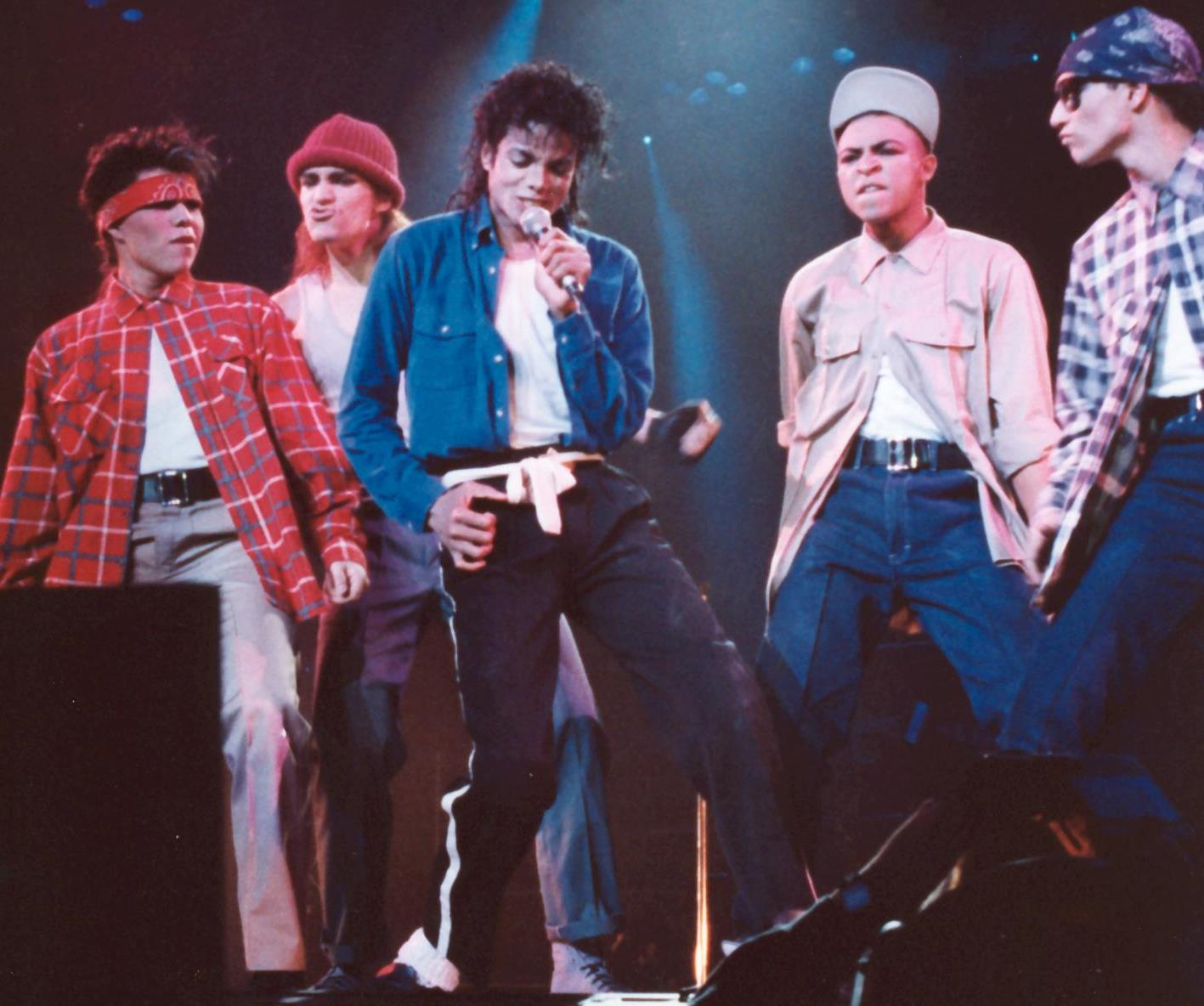

A The Way You Make Me Feelt Jackson minden turnéján előadta, és díjkiosztókon is gyakran fellépett vele. Koncerten először a Bad World Tour második szakaszában adta elő, ráadásként. Előadta az 1988-as Grammy-díjkiosztón, a Man in the Mirrorral együtt. Tatiana Thumbtzen, a klip női főszereplője a turné egyes koncertjein Jacksonnal együtt lépett fel, mikor azonban az egyik fellépés alkalmával megcsókolta Jacksont, az énekes menedzsere kirúgta és mással helyettesítette.
Jackson az 1992 júniusa és 1993 novembere közt zajló Dangerous World Tour első szakaszában is előadta a dalt. A turné félbeszakadt, miután Jacksont gyermekmolesztálással vádolták. Jackson utolsó turnéján, a HIStoryn is előadta a dalt egyes koncerteken 1996 szeptembere és 1997 júniusa közt. Utolsó fellépése ezzel a dallal a new York-i Madison Square Gardenben volt 2001. szeptember 10-én, ahol pályafutásának 30. évfordulója alkalmából rendezett koncertet. Itt Britney Spearsszel együtt adta elő a The Way You Make Feelt. A koncertet 2001 novemberében sugározta a CBS.
Jackson 2009 márciusa óta készült arra, hogy 2009–2010-re tervezett This Is It koncertsorozatán is előadja a dalt. Miután Jackson 2009 júniusában meghalt, a fellépés próbáiról készült felvételek bekerültek a Michael Jackson’s This Is It című dokumentumfilmbe. Ez 2010 januárjában DVD-n is megjelent.

## Számlista
| 7" kislemez 1. The Way You Make Me Feel (7" Version) – 4:26 2. The Way You Make Me Feel (Instrumental) – 4:26 12" kislemez (Egyesült Királyság) 1. The Way You Make Me Feel (Extended Dance Mix) – 7:53 2. The Way You Make Me Feel (Dub Version) – 5:06 3. The Way You Make Me Feel (A Cappella) – 4:30 12" kislemez (USA) 1. The Way You Make Me Feel (Dance Extended Mix) – 7:53 2. The Way You Make Me Feel (Dance Remix Radio Edit) – 5:20 3. The Way You Make Me Feel (Dub Version) – 5:06 4. The Way You Make Me Feel (A Cappella) – 4:30 | Visionary kislemez CD oldal 1. The Way You Make Me Feel (7" Version) – 4:26 2. The Way You Make Me Feel (Extended Dance Mix) – 7:53 DVD oldal 1. The Way You Make Me Feel (videóklip) – 6:43 |

## Helyezések
| Slágerlista (1987/1988)               | Legmagasabb helyezés |
| ------------------------------------- | -------------------- |
| Ausztrál kislemezlista                | 13                   |
| Brit kislemezlista                    | 3                    |
| Dán kislemezlista                     | 20                   |
| Francia kislemezlista                 | 29                   |
| Holland kislemezlista                 | 6                    |
| Osztrák kislemezlista                 | 15                   |
| Svájci kislemezlista                  | 8                    |
| USA Billboard Hot 100                 | 1                    |
| USA Billboard Hot R&B/Hip-Hop Singles | 1                    |
| USA Billboard Hot Adult Contemporary  | 9                    |
| USA Billboard Hot Dance Club Play     | 1                    |
| Új-zélandi kislemezlista              | 2                    |
| Slágerlista (2006)                    | Legmagasabb helyezés |
| Olasz kislemezlista                   | 7                    |
| Spanyol kislemezlista                 | 1                    |
| Slágerlista (2009)                    | Legmagasabb helyezés |
| Svéd kislemezlista                    | 24                   |
| USA Billboard Hot Digital Songs       | 6                    |

## Hivatalos mixek, változatok
- Album Version 4:59
- Album Version #2 4:58 – a kislemezen található remix teljes hosszúságú változata a második versszak utáni csettintés nélkül
- 7" Re-Mix 4:26
- Album Version #2 (Edit) 4:26 – az eredeti 7" remix rekonstruálására tett kísérlet
- Instrumental 4:26
- Dance Extended Mix 7:52
- Dance Remix Radio Edit 5:22
- Dub Version 5:02
- A Cappella 4:29

## Feldolgozások
- 1989-ben Otto Waalkes német humorista Otto – Der Außerfriesische című filmjében parodizálta a Smooth Criminal és a The Way You Make Me Feel videóklipjét.[32]
- 2003-ban a Shakaya együttes feldolgozta a dalt és kiadta kislemezen. A feldolgozás a 21. lett az ausztrál slágerlistán.[33]
- 2009 decemberében John Legend és Stevie Wonder előadták a dalt a júniusban elhunyt Jacksonra emlékezve a Rock and Roll Hall of Fame 25. évfordulós koncertjén a New York-i Madison Square Gardenben. A koncertet az HBO sugározta.[34]
- 2010 januárjában a The Jonas Brothers tagja, Nick Jonas adta elő a dalt Nick Jonas and the Administration című albumát reklámozva.[35]
- 2010 februárjában Whitney Houston adta elő a The Way You Make Me Feelt és a Wanna Be Startin’ Somethin’-t az I Look to You turné keretén belül.[36][37]